# Вторая комиссия фон дер Ляйен
Вторая комиссия фон дер Ляйен — европейская комиссия на 2024—2029 годы.
Председатель — Урсула фон дер Ляйен (ЕНП, «ХДС») от Германии переизбрана на второй срок 18 июля 2024 года по итогам голосования депутатов нового созыва Европейского парламента, избранного на выборах в июне. Кандидатуру фон дер Ляйен поддержал 401 депутат, 284 проголосовали против, воздержались — 15.
В комиссию входят 27 комиссаров (включая председателя) — по одному от каждого из 27 государств — членов Европейского союза. Состав комиссии утверждён Европейским парламентом 27 ноября. Поддержали состав 370 из 688 голосовавших депутатов, против проголосовали 282, воздержались — 36.
Комиссия должна получить одобрение Совета Европейского союза. Приступила к работе с 1 декабря.

## Распределение комиссаров по европейским партиям
|  | Европейская народная партия (ЕНП)                    | 13 |  |
|  | Партия европейских социалистов (ПЕС)                 | 5  |  |
|  | Беспартийные                                         | 5  |  |
|  | «Альянс либералов и демократов за Европу» (АЛДЕ)     | 3  |  |
|  | Партия европейских консерваторов и реформистов (ЕКР) | 1  |  |

Хаджа Лабиб (Бельгия), Валдис Домбровскис (Латвия) и Марош Шефчович (Словакия) получили по два портфеля.

## Состав
| Комиссар               | Комиссар | Европейская партия (национальная партия) | Европейская партия (национальная партия)                  | Государство | Портфель | Источники |
| ---------------------- | -------- | ---------------------------------------- | --------------------------------------------------------- | ----------- | --- | --------- |
| Урсула фон дер Ляйен   |          |                                          | ЕНП («ХДС»)                                               | Германия    | Председатель |           |
| Магнус Бруннер         |          |                                          | ЕНП (Австрийская народная партия)                         | Австрия     | Комиссар по внутренним делам и миграции |           |
| Хаджа Лабиб            |          |                                          | АЛДЕ («Реформаторское движение»)                          | Бельгия     | Комиссар по обеспечению готовности и кризисному управлению Комиссар по равенству                                                                                     |           |
| Екатерина Захариева    |          |                                          | ЕНП (ГЕРБ)                                                | Болгария    | Комиссар по стартапам, исследованиям и инновациям |           |
| Оливер Вархели         |          |                                          | беспартийный                                              | Венгрия     | Комиссар по здравоохранению и защите животных |           |
| Апостолос Дзидзикостас |          |                                          | ЕНП («Новая демократия»)                                  | Греция      | Комиссар по устойчивому транспорту и туризму |           |
| Дан Йёргенсен          |          |                                          | ПЕС («Социал-демократы»)                                  | Дания       | Комиссар по вопросам энергетики и жилищного хозяйства |           |
| Майкл Макграт          |          |                                          | АЛДЕ («Фианна Файл»)                                      | Ирландия    | Комиссар по вопросам демократии, правосудия и верховенства права |           |
| Тереса Рибера          |          |                                          | ПЕС (Испанская социалистическая рабочая партия)           | Испания     | Исполнительный заместитель председателя по чистому, справедливому и конкурентоспособному переходу Комиссар по конкурентоспособности                                  |           |
| Раффаэле Фитто         |          |                                          | ЕКР («Братья Италии»)                                     | Италия      | Исполнительный заместитель председателя по вопросам сплочения и реформ Комиссар по политике сплочения, региональному развитию и городам                              |           |
| Костас Кадис           |          |                                          | беспартийный                                              | Кипр        | Комиссар по рыболовству и океанам |           |
| Валдис Домбровскис     |          |                                          | ЕНП («Единство»)                                          | Латвия      | Комиссар по экономике и производительности Комиссар по внедрению и упрощению                                                                                         |           |
| Андрюс Кубилюс         |          |                                          | ЕНП («Союз Отечества — Литовские христианские демократы») | Литва       | Комиссар по обороне и космосу |           |
| Кристоф Хансен         |          |                                          | ЕНП (ХСНП)                                                | Люксембург  | Комиссар по сельскому хозяйству и продовольствию |           |
| Гленн Микаллеф         |          |                                          | ПЕС (Лейбористская партия)                                | Мальта      | Комиссар по вопросам межпоколенческой справедливости, культуры, молодежи и спорта                                                                                    |           |
| Вопке Хукстра          |          |                                          | ЕНП («ХДП»)                                               | Нидерланды  | Комиссар по вопросам климата, нулевого баланса выбросов и чистого роста                                                                                              |           |
| Пётр Серафин           |          |                                          | ЕНП («Гражданская платформа»)                             | Польша      | Комиссар по бюджету, борьбе с мошенничеством и государственному управлению                                                                                           |           |
| Мария Луиш Албукерке   |          |                                          | ЕНП (Социал-демократическая партия)                       | Португалия  | Комиссар по финансовым услугам и Savings and Investments Union (SIU)                                                                                                 |           |
| Роксана Мынзату        |          |                                          | ПЕС (Социал-демократическая партия)                       | Румыния     | Исполнительный заместитель председателя по кадрам, навыкам и готовности Комиссар по навыкам, образованию и культуре, качественным рабочим местам и социальным правам |           |
| Марош Шефчович         |          |                                          | ПЕС («Курс»)                                              | Словакия    | Комиссар по торговле и экономической безопасности Комиссар по межведомственным отношениям и прозрачности                                                             |           |
| Марта Кос              |          |                                          | беспартийная                                              | Словения    | Комиссар по вопросам расширения |           |
| Хенна Вирккунен        |          |                                          | ЕНП («Национальная коалиция»)                             | Финляндия   | Исполнительный заместитель председателя по технологическому суверенитету, безопасности и демократии Комиссар по цифровым и передовым технологиям                     |           |
| Стефан Сежурне         |          |                                          | беспартийный («Возрождение»)                              | Франция     | Заместитель председателя по процветанию и промышленной стратегии Комиссар по промышленности, малым и средним предприятиям и единому рынку                            |           |
| Дубравка Шуйца         |          |                                          | ЕНП («Хорватское демократическое содружество»)            | Хорватия    | Комиссар по Средиземноморью |           |
| Йозеф Сикела           |          |                                          | беспартийный («Старосты и независимые»)                   | Чехия       | Комиссар по международному партнерству |           |
| Йессика Росвалль       |          |                                          | ЕНП (Умеренная коалиционная партия)                       | Швеция      | Комиссар по вопросам окружающей среды, водоустойчивости и конкурентоспособной экономики замкнутого цикла                                                             |           |
| Кая Каллас             |          |                                          | АЛДЕ (Партия реформ Эстонии)                              | Эстония     | Заместитель председателя и Верховный представитель по иностранным делам и политике безопасности                                                                      |           |